# Tape art

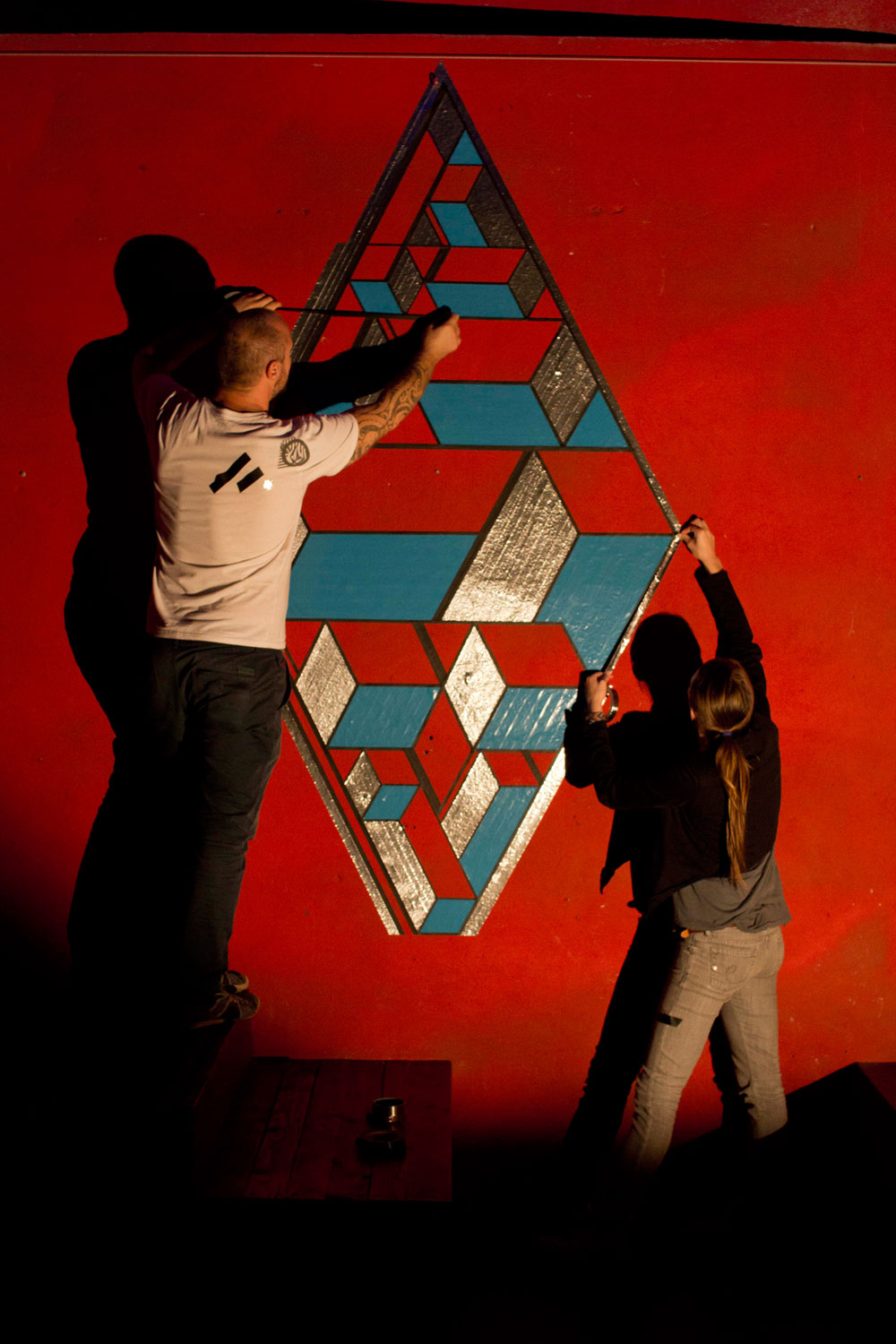
Œuvre murale collective, par les artistes ROB et LaMia (Cabaret aléatoire, Marseille).

Le tape art (littéralement « art du ruban » en français) consiste en la réalisation d’œuvres à partir de ruban adhésif de différents types. On peut séparer ce mouvement en deux techniques distinctes : le duct tape art et, plus récemment , le brown tape art : le premier utilise des rubans toilés et opaques, le second joue sur la transparence du ruban adhésif d'emballage couleur havane.
C'est un art par nature éphémère du fait que les rubans adhésifs sont des matériaux de qualité très médiocre, délétères pour le papier et les médias et qui poseront d'importants problèmes de conservation.

## Historique
Les premières utilisations de rubans adhésifs sont faites dans la rue comme une alternative éphémère à la peinture utilisée par les tagueurs. On voit ainsi des premiers travaux aux États-Unis à Providence, Rhode Island, en 1989.

## Duct tape art
Le duct tape est un type de ruban adhésif toilé. Il est imperméable, souple, inextensible et possède un fort pouvoir adhésif. Il résiste à l'humidité et est déchirable à la main. Plusieurs artistes l'utilisent afin de créer des œuvres, dans la rue notamment, usant les différentes couleurs offertes par ce support.
En street art on peut citer l'artiste australien Buff Diss, ou le collectif berlinois Klebebande, ou Tape Over ou Slava Ostap.

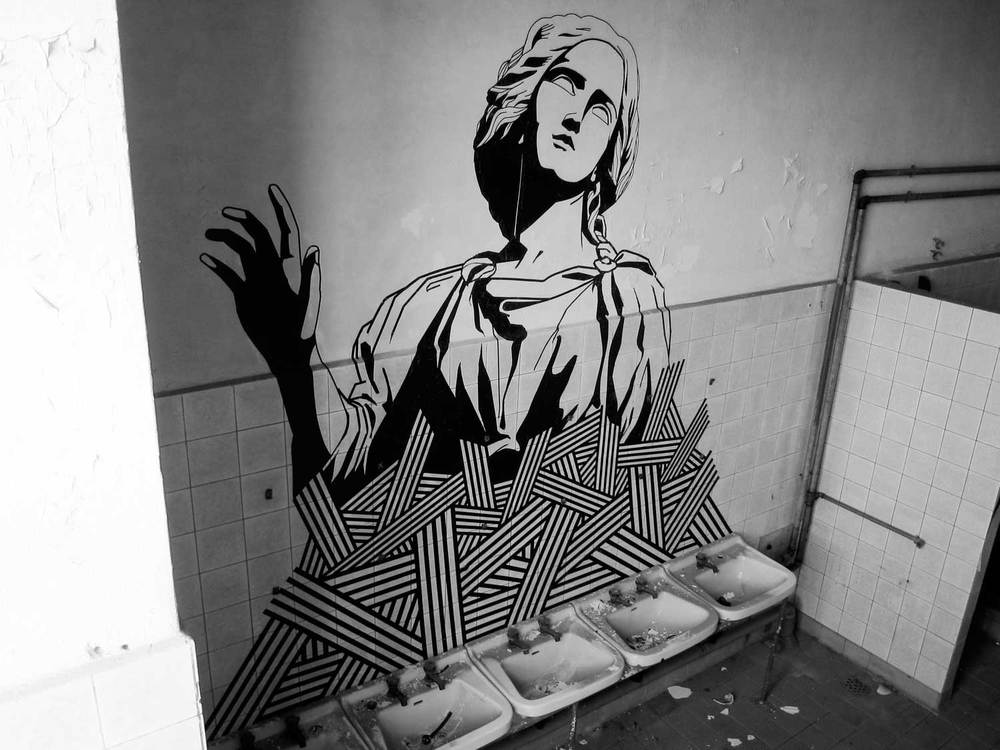
Création de Buff Diss avec du duct tape noir.
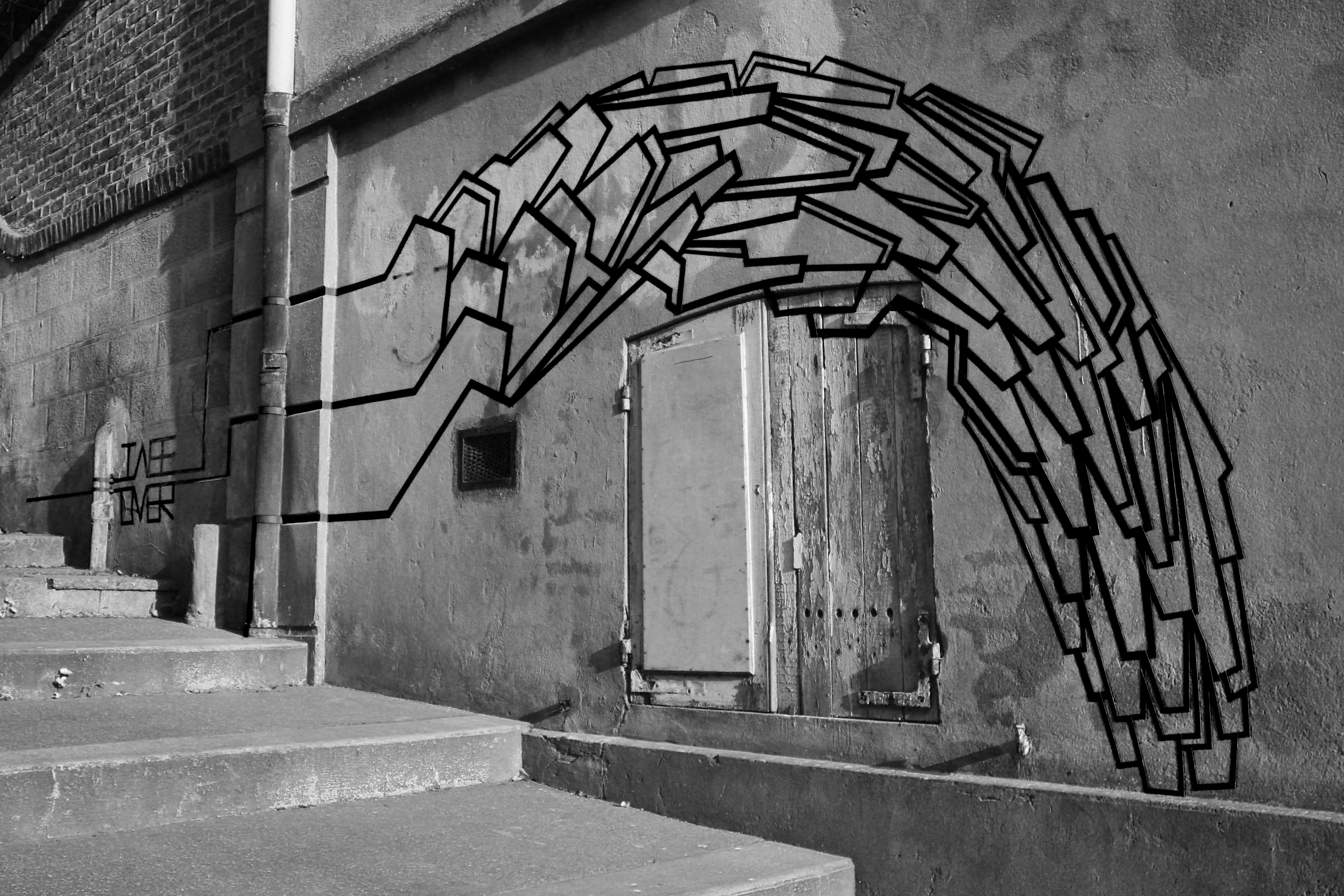
Œuvre abstraite créée par Tape Over à Trouville-sur-Mer.

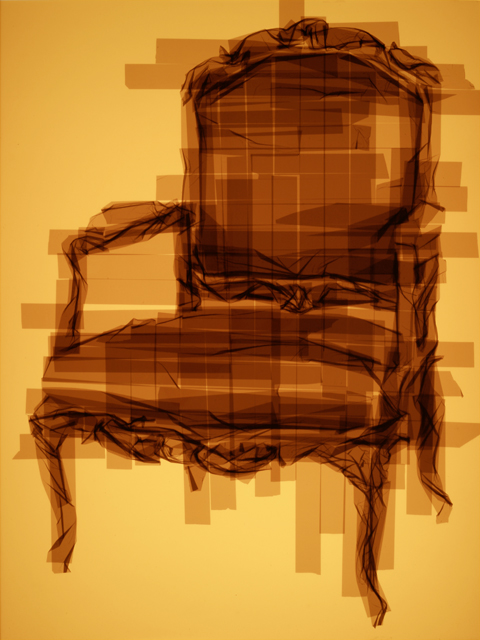
Travail de brown tape sur caisson lumineux de Mark Khaisman.

## Brown tape art
Le brown tape art, ou packing tape art, utilise lui du ruban adhésif en PVC de couleur havane, celui utilisé notamment dans les déménagements et pour fermer les cartons d'emballage, afin de créer plusieurs couches de contrastes sur le médium. Ce dernier est le plus souvent fait de matériaux transparents car les différents contrastes qui résultent de la superposition de couches se voient surtout par transparence. Marc Khaisman, artiste d'origine ukrainienne, est le pionnier de ce type d’œuvres. Le néerlandais Max Zorn a popularisé cette technique en l'étendant au street art puisqu'il accroche aussi ses œuvres aux lampadaires des quatre coins du monde. 
En France, plusieurs artistes travaillent avec le brown tape : ZeM (qui allie notamment scotch havane et vinyle noir), Pauline Fillioux (qui réalise ses œuvres sur papier avec du scotch havane), Ange Tape (qui joue notamment sur différentes couleurs de scotchs translucides) et Olivier Poujol de Molliens (qui superpose des bandes de rubans adhésifs de différentes couleurs, sur support plastique, bois ou carton). Jacoba Ignacio (qui dessine au scotch sur des grands formats de papier ou directement sur les murs dans une installation ou elle fait intervenir d'autres médiums).

## Autres
L'artiste française Eugénie Fauny nomme son travail « art taping ». Elle utilise du simple ruban adhésif pour créer ses œuvres en appliquant un transfert de couleurs.